# Ван дер Вант, Винсент
Винсент ван дер Вант (нидерл. Vincent van der Want, род. 21 октября 1985) — голландский спортсмен, гребец, призёр чемпионата Европы по академической гребле 2013, 2018 и 2019 года.

## Биография
Винсент ван дер Вант родился 21 октября 1985 года в городе Амстердам, Северная Голландия. Профессиональную карьеру гребца начал с 2005 года. Тренировался на базе клуба ASR Nereus, Делфт. Первым соревнованием международного уровня, на котором ван дер Вант принял участие, был III этап кубка мира по академической гребле 2010 года в словенском городе Блед. В составе восьмёрки с результатом 05:37.740 его команда заняла 2 место, уступив первенство соперникам из Великобритании (05:36.610 — 1-е место), обогнав при этом гребцов из Польши (05:38.940 — 3-е место). В этом заплыве ван дер Вант выступал в качестве рулевого.
Первую медаль чемпионата Европы по академической гребле ван дер Вант выиграл в 2013 году. Во время соревнований, проходивших в испанском городе Севилья, он выступал в составе восьмёрки. В финальном заплыве с результатом 06:00.930 голландские гребцы заняли третье место, пропустив вперед соперников из Польши (06:00.310 — 2-е место) и Германии (05:59.000 — 1-е место).